# Diócesis de las Galias
La diócesis de las Galias (dioecesis Galliae) fue una división administrativa del Imperio romano utilizada durante su periodo conocido como «Bajo Imperio». Agrupaba un total de diez provincias y a su vez, formaba parte de la prefectura del pretorio de las Galias.

## Las diócesis como unidades administrativas
Durante la tetrarquía de Diocleciano se realizó una profunda reorganización de la Administración imperial en la que uno de los aspectos más destacados fue la creación de un buen número de provincias mediante la división de las existentes. Aunque se ha visto este proceso como un medio para evitar el surgimiento de usurpadores reduciendo su posible base de poder, parece que el objetivo final era, más bien, el aumento del número de gobernadores y la reducción de su ámbito de actuación para que esta se desarrollase más eficazmente. Para hacer posible el control del gran número de provincias desde la Administración central, estas se agruparon, entonces, en varias «diócesis» que eran supervisadas por un «vicario» (vices agens praefectorum praetorio) en representación del prefecto del pretorio.

## Historia
La diócesis de las Galias fue creada en el año 297. Inicialmente y junto a las de Britania y Viennensis, se asignó a Constancio tras cuya muerte, quedó bajo el control de su hijo Constantino quién, también, consiguió dominar la de Hispania. Este acabó de controlar todo el Imperio tras varios años de guerras civiles y a su fallecimiento en el año 337, se agruparon las tres diócesis citadas en la prefectura del pretorio de las Galias que correspondió a su hijo Constantino II.
Contaba con una de las fronteras más importantes del Imperio: la que marcaba el río Rin. Durante sus primeras décadas de existencia, fue objeto de ataques por los pueblos germanos que habitaban al otro lado del río —francos, burgundios y alamanes— hasta que estos fueron finalmente controlados por Juliano y Valentiniano quienes los integraron dentro del sistema político imperial como aliados foederati encargados de defender la frontera. Estos acuerdos permitieron que, entre los años 374 y 406, la diócesis experimentase un periodo de relativa paz que finalizó abruptamente con la invasión protagonizada por varios pueblos danubianos que se habían desplazado hacia occidente para llegar al Rin. Aunque los invasores abandonaron la Galia en el 409 y pasaron a Hispania, los romanos no fueron capaces de restaurar completamente la frontera y mantener los acuerdos con los citados pueblos allende de la misma. Estos comenzaron, al poco, un proceso de expansión de sus respectivos reinos a costa del territorio imperial.
En el año 461, Libio Severo se proclamó emperador lo que no fue reconocido por Egidio quien era, en ese momento, magister equitum per Gallias. Para entonces, el Imperio había perdido el control más de la mitad de la diócesis: la parte occidental había sido ocupada por los francos, burgundios y alamanes mientras que en el extremo occidental había surgido el reino de Riotamo en Armórica. En la parte restante, Egidio mantuvo un dominio romano independiente de Rávena que, bajo sus sucesores, consiguió sobrevivir a la desaparición del Imperio romano de Occidente.
Son pocos los nombres de vicarios que se conocen y todos ellos, sin excepción pertenecían a la clase ecuestre. En la diócesis de las Galias, además, parece que en determinados momentos no existió ninguno y que fue administrada directamente por el prefecto del pretorio. Se tiene reseña de los siguientes vicarios en las Galias:
- Cupitus (atestiguado para el año 315).[8]
- Desiderio (atestiguado para el año 385).[8]
- Exuperancio (atestiguado para el año 417).[9]

## Características

Mapa de la diócesis de la Galias

Se pueden diferenciar dos áreas geográficas dentro de la diócesis. La parte occidental estaba vinculada con el comercio costero del Atlántico y del canal de la Mancha. Sus ríos principales (el Loira y el Sena) conectaban importantes ciudades del interior como Tours, Orleans y París, con el mar. La parte oriental, por su parte, estaba marcada por la presencia militar en el Rin y en la costa del mar del Norte. Dos ríos principales conectaban ciudades del interior con estas áreas: el Mosela y el Mosa. La economía estaba enfocada al suministro de las unidades militares y se beneficiaba del comercio con los pueblos germanos que vivían allende del Rin.
Contaba con dos cecas situadas en Tréveris y Lyon. Entre sus comunicaciones y rutas comerciales destacaban varias: el río Rin y la calzada que discurría paralela a él; las calzadas que se dirigían desde esta hasta Lyon y el valle del Ródano, así como las que comunicaban el Rin con la costa del mar del norte.
La población de la diócesis tenía un importante componente de origen bárbaro con dos procedencias: por un lado, el reclutamiento en el ejército y posterior retiro de individuos nacidos fuera del Imperio; por otro, el asentamiento de grupos mayores de población bárbara a los que se les asignaba tierras a cambio de que proporcionasen reclutas para el ejército. De estos últimos se tiene la reseña de un buen número de ellos:
Suevos asentados en Baiocas (Bayeux), Constantia (Coutances), Ceromanos (Le Mans) además de varios lugares de Lugdunensis tertia.
Francos asentados en Redonas (Rennes) además de los que asentó Juliano en Toxandria.
Sármatas en Lemonun (Poitiers), Redonas (Rennes), los alrededores de París y la actual región de Champaña.
Taifalos en Lemonun (Poitiers).
Alanos en Redonas (Rennes).
Además, existía una tribu asentada al completo: los francos salios quienes habían sido instalados en Toxandria por Juliano tras derrotarlos y con la misión de que defendiesen la desembocadura del Rin.

## Organización administrativa
La diócesis agrupó las provincias galas al norte de los ríos Loira y Ródano además de la de Alpes Peninos situada al sur del último que, antes de las reformas administrativas de la tetrarquía, eran las siguientes:
Lugdunensis
Belgica
Germania superior
Germania inferior
Alpes Poenninae
Estas experimentaron una división inicial, bajo Diocleciano, que hizo pasar su número de 5 a 8. Posteriormente, durante el gobierno de Constantino, se ampliaron hasta 10 mediante una nueva separación de algunas de ellas:
Lugdunensis prima. Creada a partir de Lugdunensis bajo Diocleciano.
Lugdunensis secunda. Creada a partir de Lugdunensis bajo Diocleciano.
Lugdunensis tertia. Creada a partir de Lugdunensis secunda bajo Constantino.
Lugdunensis Senonia. Creada a partir de Lugdunensis prima bajo Constantino.
Belgica prima. Creada a partir de Belgica bajo Diocleciano.
Belgica secunda. Creada a partir de Belgica bajo Diocleciano.
Germania prima. Creada a partir de Germania superior bajo Diocleciano.
Maxima Sequanorum. Creada a partir de Germania superior bajo Diocleciano.
Germania secunda. La anterior Germania inferior que cambió de nombre.
Alpes Poenninae que se mantuvo inalterada.
Se dirigía desde Augusta Treverorum (Tréveris) que, también, era la capital de la prefectura. Al frente se encontraba el vicario quien contaba con un equipo compuesto por:
| un jefe de gabinete (principem). un subjefe de gabinete (cornicularium). dos contables (numerarios). un encargado del diario de operaciones (commentariensem). un archivero (ab actis). | un encargado de la correspondencia (cura epistolarum). varios ayudantes (adiutorem). varios sub-ayudantes (subadiuuas). varios secretarios (exceptores). varios notarios y oficinistas (singulares et reliquos officiales). |

Además del vicario, también existían otros representantes de la Administración central:
- El comes sacrarum largitionum —quien administraba las finanzas del Imperio— tenía

Un delegado general (rationalis summarum) o delegado para los impuestos.
Intendentes del tesoro (praepositus thesaurorum) en Lyon, Reims y Tréveris.
Encargados de las monedas (procurator monetae) en Lyon y Tréveris.
Encargados de factorías textiles gubernamentales (procurator gynaecii) en Lyon, Reims y Tréveris.
Intendentes de los tejedores de oro y plata (praepositus branbaricariorum siue argentariorum) en Reims y Tréveris.
Un intendente de los suministros (praepositus bastagae).
- El comes rerum privatarum —quien gestionaba el patrimonio imperial así como personal del emperador— también contaba con un representante: el rationalis rei private o delegado.[18]

## Despliegue militar

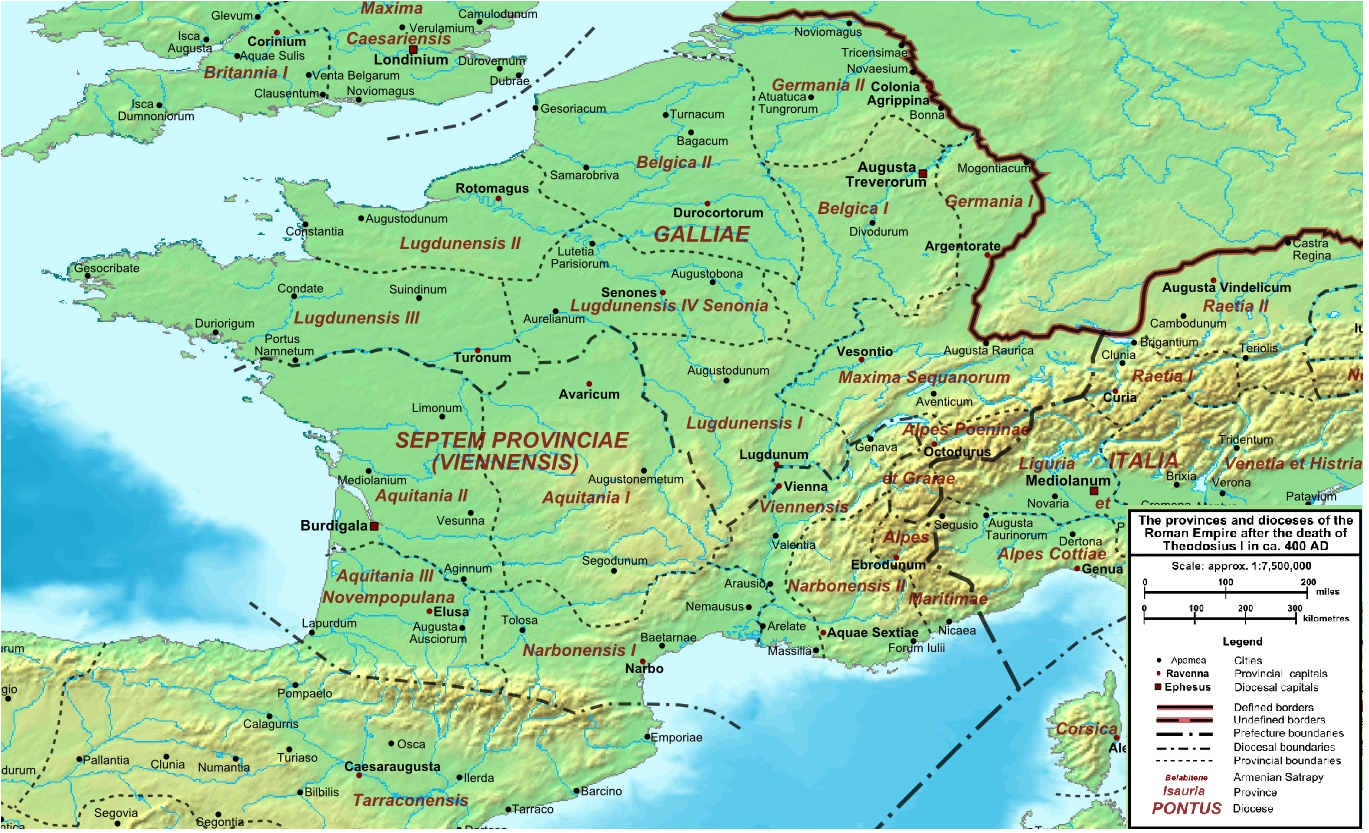
Mapa del Imperio Romano 400 dC, que muestra la división administrativa en diócesis y provincias.

Por su situación fronteriza, la diócesis albergaba una parte importante del ejército imperial que, junto a la desplegada en la vecina diócesis de las Siete Provincias, estaba comandada por el magister equitum per Gallias. Existían dos tipos de unidades: los limitanei que protegían las áreas fronterizas y el ejército de campo o comitatenses situados en el interior y que reforzaban a los limitanei cuando se producía un ataque de envergadura.
El magister equitum per Gallias tenía bajo su mando directo a un ejército de comitatenses formado por 12 unidades de caballería y 48 de infantería con una fuerza teórica total de entre 20 000 y 30 000 hombres.
El dux tractus Armoricani defendía la costa norte y occidental con unidades estacionadas en Namnetum (Nantes); Benetis (Vannes); Osismis (Brest); Aletum (Saint-Servan); Abricantis (Avranches); Constantia (Coutances); Grannona (Le Havre); Rotomagus (Ruan).
El dux Belgicae secundae defendía la costa del canal de la Mancha para lo que contaba con 2 unidades situadas en Portus Epiatici (Oudenburg) y Marciae (Marck) además de una unidad naval con base en Quartensis sive Hornensis (Étaples).
El dux Germaniae secundae controlaba las defensas del Rin entre el mar y la desembocadura del río Ahr, junto a Remagen. Contaba con unidades acuarteladas en Grinnes (Rossum); Noviomagus (Nimega); Ceuclum (Cuijk); Quadriburgium (Qualburg); Burginatium (Altkalkar); Vetera (Xanten); Asciburgium (Moers); Gelduba Krefeld; Novaesium (Neuss); Divitia (Colonia-Deutz); Colonia Agrippina (Colonia); Bonna (Bonn) y Riomagus (Remagen) además de la que existía en Juliacum (Julich) para vigilar la calzada entre Colonia y Bagacum (Bavay).
El dux Mogontiacensis estaba al cargo de las tropas en el siguiente tramo del río. Estas se situaban en Antonacum (Andernach); Confluentes (Coblenza); Bodobrica (Boppard); Bingium (Bingen); Mogontiacum (Maguncia); Vangiones (Worms); Alta Ripa (Altrip); Nemetae (Speyer); Vicus Iulius (Germersheim); Tabernae (Rheinzabern) y Saletio (Seltz).
El comes tractus Argentoratensis se responsabilizaba de la defensa en el tramo del río alrededor de Argentoratum (Estrasburgo).
El dux provinciae Sequanici situado en Vesontio (Besanzón), controlaba el área junto al nacimiento del Rin.